# Tali-Ihantala 1944
Pour plus de détails, voir Fiche technique et Distribution.
Tali-Ihantala 1944 est un film de guerre finlandais réalisé par Åke Lindman et Sakari Kirjavainen, sorti en 2007, qui raconte la bataille de Tali-Ihantala qui opposa la Finlande à l'Union soviétique pendant la Guerre de Continuation.

## Fiche technique
- Réalisation : Åke Lindman et Sakari Kirjavainen
- Scénario : Stefan Forss et Benedict Zilliacus
- Producteur : Alf Hemming et Åke Lindman
- Musique originale : Timo Hietala
- Photographie : Pauli Sipiläinen
- Montage : Juha Antti-Poika et Sakari Kirjavainen
- Direction artistique : Risto Karhula
- Création des costumes : Marjatta Nissinen
- Distribution : Buena Vista International
- Budget : €3,200,000
- Pays :  Finlande
- Langue : finnois, suédois, allemand
- Date de sortie : 
  -  Finlande : 7 décembre 2007

## Distribution
- Rauno Ahonen : Lieutenant Colonel
- Mikkomarkus Ahtiainen
- Frank Biermann
- Jussi Brech
- Mikko Bredenberg : Capitaine Carl-Birger Kvikant
- Riko Eklundh : Colonel Sven Björkman
- Marc Gassot : Sergent Reino Lehväslaiho
- Marcus Groth : Major Général Ruben Lagus
- Johan Hallström : Second Lieutenant Thorbjörnsson
- Kari Hevossaari : Lieutenant Puhakka